# Almunia de San Juan
Almunia de San Juan – gmina w Hiszpanii, w prowincji Huesca, w Aragonii, o powierzchni 35,66 km². W 2011 roku gmina liczyła 664 mieszkańców, a gęstość zaludnienia wyniosła 18,62 os./km².